# Vepreculina minor
Vepreculina minor är en ringmaskart som beskrevs av Jager 1983. Vepreculina minor ingår i släktet Vepreculina och familjen Serpulidae. Inga underarter finns listade i Catalogue of Life.